# Odinnadcat' nadežd
Odinnadcat' nadežd (Одиннадцать надежд) è un film del 1975 diretto da Viktor Aleksandrovič Sadovskij.

## Trama
Il film racconta la creazione di una squadra di calcio e la sua preparazione per la Coppa del Mondo.